# Dinocephaloides
Dinocephaloides är ett släkte av skalbaggar. Dinocephaloides ingår i familjen långhorningar.
Kladogram enligt Catalogue of Life:
| Dinocephaloides | \| \| Dinocephaloides ochreomaculatus \| \| \| \| \| \| Dinocephaloides variemaculatus \| \| \| \| |
|                 | \| \| Dinocephaloides ochreomaculatus \| \| \| \| \| \| Dinocephaloides variemaculatus \| \| \| \| |
|                 | Dinocephaloides ochreomaculatus                                                                    |
|                 | |
|                 | Dinocephaloides variemaculatus                                                                     |
|                 | |